# أف-زيرو أكس
أف-زيرو أكس (بالإنجليزية: F-Zero X)‏
هي لعبة سباق من تطوير شركة نينتندو. أطلقت اللعبة في اليابان
وأمريكا الشمالية وأوروبا في عام 1998، وفي عام 2004 أطلقت اللعبة
لنظام iQue player في الصين.

## الآراء والتقييمات
| استقبال |                      |
| --- | -------------------- |
| الدرجات الإجمالية المجموع نقاط غيم رانكينغز 86.93% [ 3 ] ميتاكريتيك 85/100 [ 4 ] نتائج المراجعة نشرة نقاط أول غيم [ 5 ] إدج 8 من أصل 10 [ 6 ] إلكترونك غيمينغ مونثلي 9, 9, 9, 9 من أصل 10 [ 7 ] غيم برو 4.5 من أصل 5 [ 8 ] غيم سبوت 7.5 من أصل 10 [ 9 ] آي جي إن 9.1 من أصل 10 [ 10 ] The Electric Playground 8.5 من أصل 10 [ 11 ] |                      |
| الدرجات الإجمالية |                      |
| المجموع | نقاط                 |
| غيم رانكينغز | 86.93%               |
| ميتاكريتيك | 85/100               |
| نتائج المراجعة |                      |
| نشرة | نقاط                 |
| أول غيم | [ 5 ]                |
| إدج | 8 من أصل 10          |
| إلكترونك غيمينغ مونثلي | 9, 9, 9, 9 من أصل 10 |
| غيم برو | 4.5 من أصل 5         |
| غيم سبوت | 7.5 من أصل 10        |
| آي جي إن | 9.1 من أصل 10        |
| The Electric Playground | 8.5 من أصل 10        |